# 皇民奉公会
皇民奉公会（こうみんほうこうかい）は、日本統治時代の台湾における新体制運動を担う組織として、1941年（昭和16年）に結成された団体。内地の大政翼賛会に相当する団体である。

## 概要

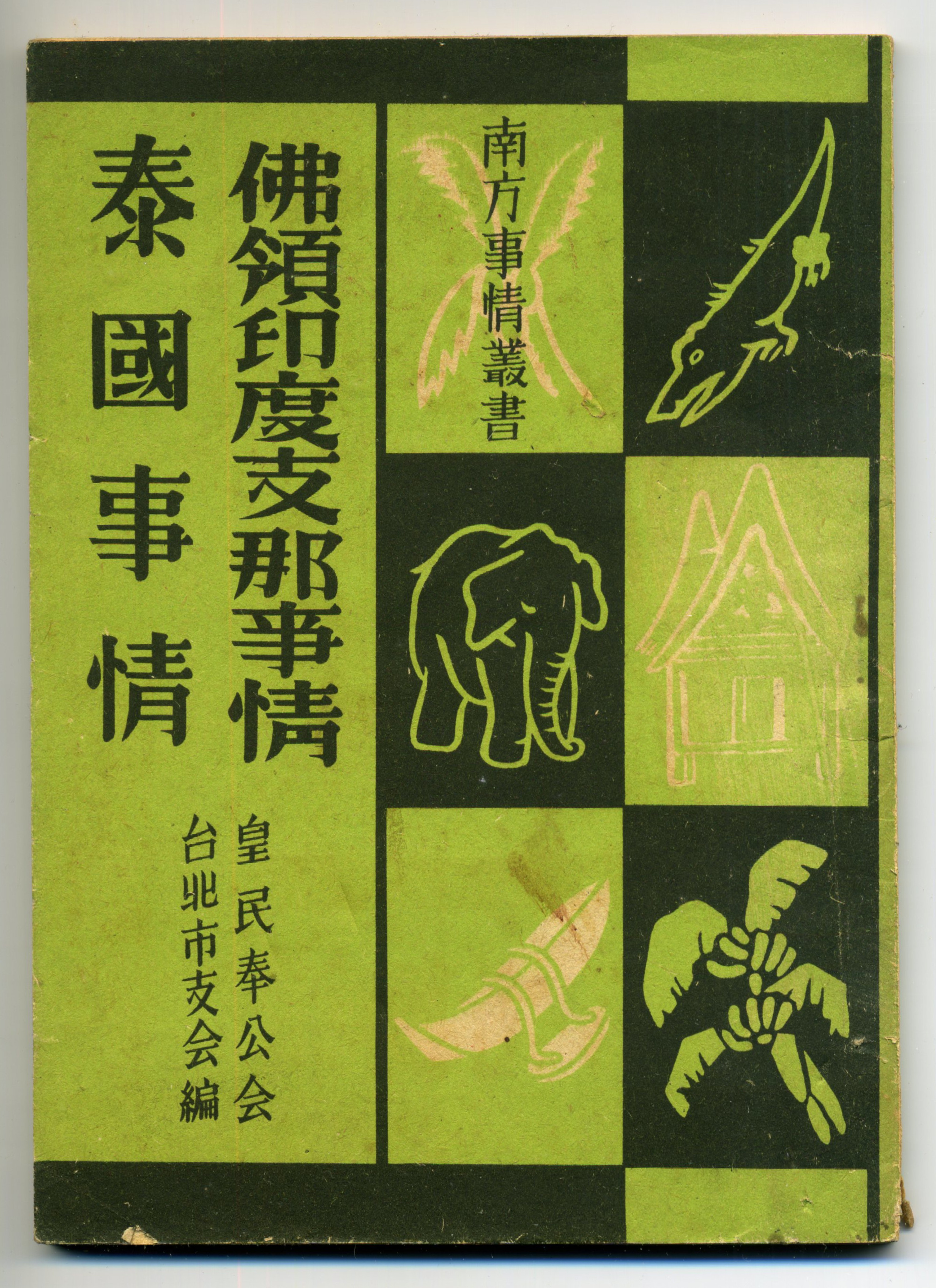
皇民奉公会台北市支会編纂、1942年（昭和17年）発行の書籍の表紙

台湾に在住する全島民が対象であり、「台湾一家」の理念の下、緊迫する国際情勢に対応できる指導体制の確立を目指した。属地的組織であるため、在台内地人も大政翼賛会ではなく皇民奉公会に入ることになっていた。
中央本部は台湾総督府に置かれ、本部長は総務長官が就いた。中央本部の下に事務局、運営委員会、中央実践協力会議、地方事務局連絡会議が置かれた。
地方組織として州・庁支部、市郡支会、街庄分会、部落会、奉公班などが設置された。既存の保甲制度も取り込んだ。
傘下団体として、「大日本婦人会台湾支部」「台湾青少年団」「台湾産業奉公会」「奉公壮年団」などがあった。